# Цип
Цип е вид механично закопчаване, предназначено за бързо съединяване или разделяне на две парчета от плат.

## Устройство
Състои се от две текстилни ленти, на които в шахматен ред са закрепени пластмасови или метални звена (приличащи на зъбци). Съединяването или разделянето се извършва от плъзгач (слайдер), движещ се между текстилните ленти.
Съществуват разглобяеми и неразглобяеми ципове, водоустойчиви и др.

## История
Първият прототип на циповете (zipper) е създаден от американеца Уиткомб Джъдсън (на англ. Whitcomb L. Judson) през 1893 година, но устройството било все още твърде сложно и поради този факт – ненадеждно. След множество рекламации, и практически банкрутирал, Джъдсън приема за бизнес партньори Гари Ерл и Луис Уокър. Уокър от своя страна привлича за главен инженер канадеца Гидеон Съндбек (на англ. Gideon Sundbäck). След няколко години усъвършенстване през 1913 година Съндбек разработва нов модел на цип и утвърждава технология на производствения процес. Внедряването на тази технология се оказва сравнително тежък и дълъг процес. Много трудности се появяват от недоверието на производителите, които помнели още първия опит за налагане на ципа. С времето обаче, новият подход се оказва правилен и надежден. От 1923 година получава широко разпространение.
- Ципове от найлон и пластмаса
- Метален цип